# 李鹿
李鹿（1911年—1996年），出身臺南廳北門嶼支廳學甲庄的社會運動參與者及中國共產黨黨員，臺灣白色恐怖時期的受難者之一。

## 生平
李鹿，字石盤，1911年出生於大日本帝國臺灣臺南廳北門嶼支廳學甲庄。早年追隨林銳即吳新榮妹婿林永睦醫師之父從事農民運動，參加「農民組合」，1931年與謝漳洲於北門郡學甲庄組織一班8人的「赤色救援會」，受社會主義思想洗禮，並進而認識了蘇新、吳新榮、李媽兜等人，持續支持「農民組合」的運動，遭日本總督府當局逮捕繫獄四年。
出獄後李鹿在學甲廟口經營西藥房，二戰後期美軍密集轟炸台南，李鹿帶著家人避難於七塊厝鄉間，並購買織布機預備開間織布廠，1947年二二八發生，李鹿與堂妹李明珠赴嘉義找張志忠，隨即參與李榮凱北門郡組織的活動，沿路襲奪了曾文警所槍枝及蕭壟、鹽水、新營、總爺等糖廠及公署搶奪金庫，遭到當局通緝，自此李鹿便逃亡長達七年。
逃亡的李鹿透過張志忠、李媽兜等人加入了台南市工委，並擔任北門支部書記，與李媽兜一起吸收成員加入省工委，吸收石光村支部書記吳鵬燦、堂妹李明珠、王碧樵、王錫欣、姜政法等加入共產黨。1948年5月，李媽兜赴香港參加「臺灣省工作研究會」，回到臺灣後在南臺灣建立26個中國共產黨台灣省工作委員會支部。逃亡期間李鹿曾偷偷逃回家中，1949年11月李鹿妻子產下一女嬰遭當局已知匪不報逮捕入獄。1950年1月，蔡孝乾被逮捕並「自新」，李媽兜與組織聯繫中斷，隨後與女友陳淑端逃亡。李鹿隱姓埋名磨刀為業四處流浪，1952年在番子田與吳新榮相遇，吳新榮勸李鹿趕緊逃亡，1953年李鹿結束逃亡生涯自首，並供述出組織的成員，獲得自新。
1968年，李鹿的長男李正三師大畢業獲得中研院近史所美國匹茲堡大學研究計畫獎學金得赴美深造，但卻因為其身家背景問題遲遲無法成行，李正三表示父親李鹿曾拜託過谷正文協助，谷正文卻勸李正三不要出國赴美，後由李亦園先生出具保證書，出國手續獲核准得以赴美深造，之後李正三在美國創業有成，成為知名餐飲業企業家，李鹿遷居台東，1996年逝世。

## 相關案件

### 台南市工委案
李鹿參加了李媽兜成立的台南市工委後，於1950年10月吸收了在新營糖廠工作的堂弟李明珠加入共產黨，並組織讀書會吸收成員加入，李鹿並介紹北門鄉農會總幹事王碧樵與李媽兜加入台南市工委，並在番子田附近活動，吸收友人在台鹽公司上班的王錫欣、周漢卿等，本案在李媽兜遭逮捕後，相關人等皆遭到逮捕，本案李義成、李明珠、郭鐘椬、王碧樵、謝木松、賴象六人遭判死。

### 吳鵬燦等叛亂案(石光村支部)
1949年吳鵬燦由李鹿吸收加入台南市工委，成立石光村支部擔任書記，吸收組織成員，吳辛田、姜政法、黃開枝、楊俊謨，李鹿並吸收擔任台南縣議員的同宗兄弟鄭帝，李媽兜與林金龍於玉井山合種鴉片，本案吳鵬燦遭判死刑，另蘇清江、陳崑崙、余進才由李鹿收取錢財等皆以資匪罪名遭判刑。